# Szentgál
Szentgál è un comune dell'Ungheria di 2.867 abitanti (dati 2001). È situato nella contea di Veszprém.